# JET RESURRECTION
『JET RESURRECTION』（ジェット・レザレクション）は、横関敦のアルバム。

## 内容
「G.T.Resonator」から約7年11ヶ月ぶりにリリースした本作はパブリック・イメージ離脱以後としては初のオリジナルアルバム。アルバムタイトルの由来は前述の理由もあり、「ジェットフィンガーが復活（再生）する」という事から来ている。

## 批評
CDジャーナルは「時代が移り変わってもシュレッディングなギタープレイを貫いてきた彼の生き様が体現されている」と評した。

## 収録曲
1. The Flame
2. Crimson World
3. Dark City
4. Psycho Doctor
5. A Light from Heaven
6. Bound for Love
7. Boggie Man
8. The Fastest

## レコーディング参加
- 横関敦 - ギター、ベース